# Dârjiu, Harghita
Dârjiu, mai demult Dârj (în maghiară Székelyderzs, colocvial Derzs) este satul de reședință al comunei cu același nume din județul Harghita, Transilvania, România. Prima atestare documentară a satului datează din anul 1274.

## Biserica
Biserica Unitariană din localitate este una din cele mai reprezentative biserici fortificate secuiești. Biserica din Dârjiu adăpostește un valoros ansamblu de  pictură murală, în parte distrus, dar care trebuie să fi avut o concepție la fel de amplă ca cel de la biserica din Ghelința. Picturile murale au fost deteriorate în mare parte în timpul Reformei protestante. În anul 1999 biserica fortificată a fost declarată monument UNESCO. Cea mai importanta frescă rămasă conține imaginea unui migrator cuman, imbrăcat cu veșminte specifice cumanilor și cu tichia caracteristică
acestor migratori. Fresca se referă la o legendă despre bătălia de la Chiraleș din secolul al XI-lea, de lângă orașul Bistrița.
Biserica este inedită și prin faptul că, între zidurile acesteia se află niște camere de provizii, în care sătenii își păstrează alimentele, pentru care se mai numește și cetatea slăninilor.

## Fortificația
Incinta este de plan pătrat. Curtinele sale au o înălțime de 5 metri și sunt prevăzute cu bastioane dispuse oblic și ieșind în afara zidurilor în cele patru colțuri. Pe turnul sud-vestic al cetății fortificate este amplasat un ceas solar din anul 1622.

## Imagini

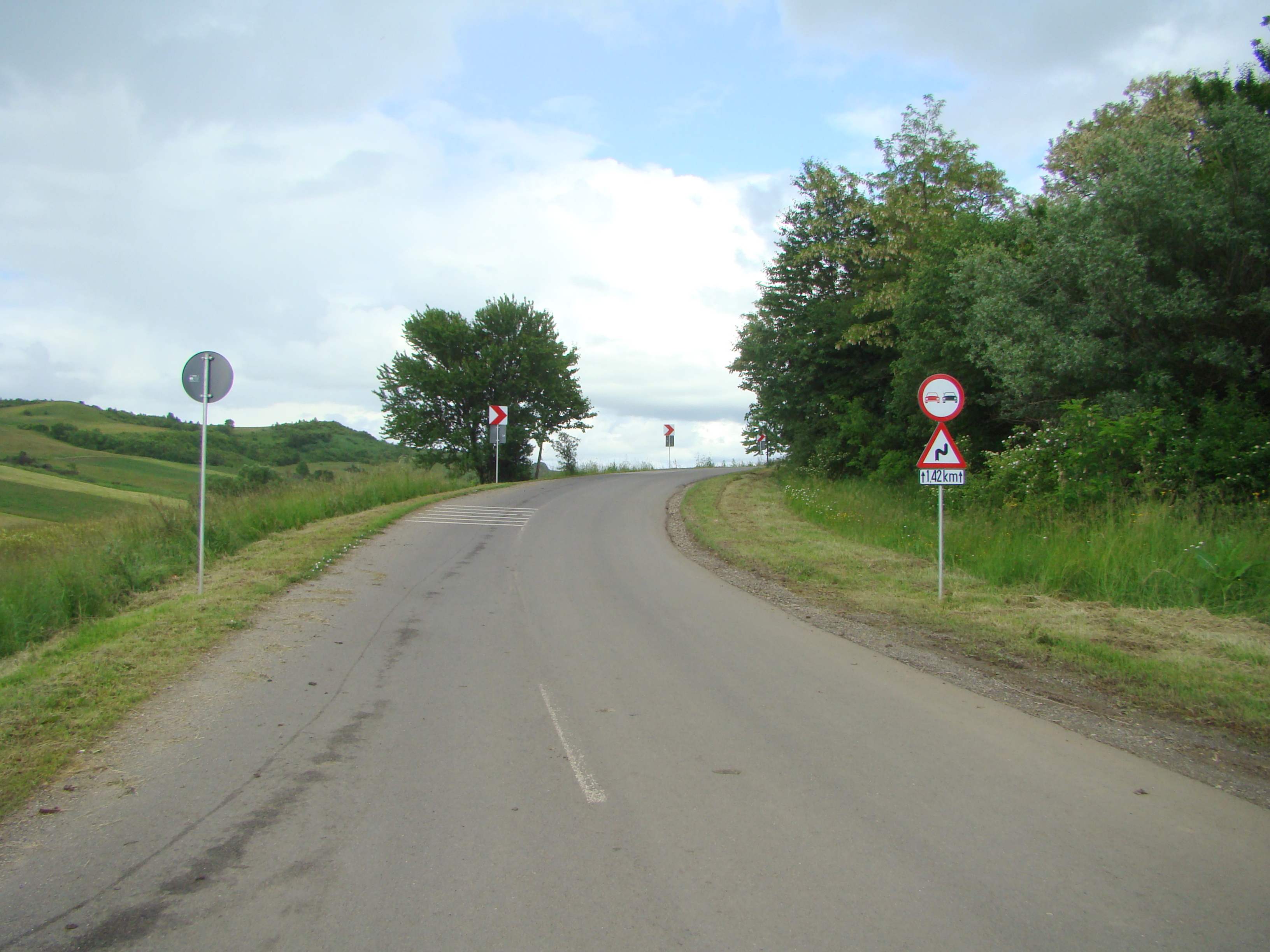
Drumul județean spre satul Dârjiu
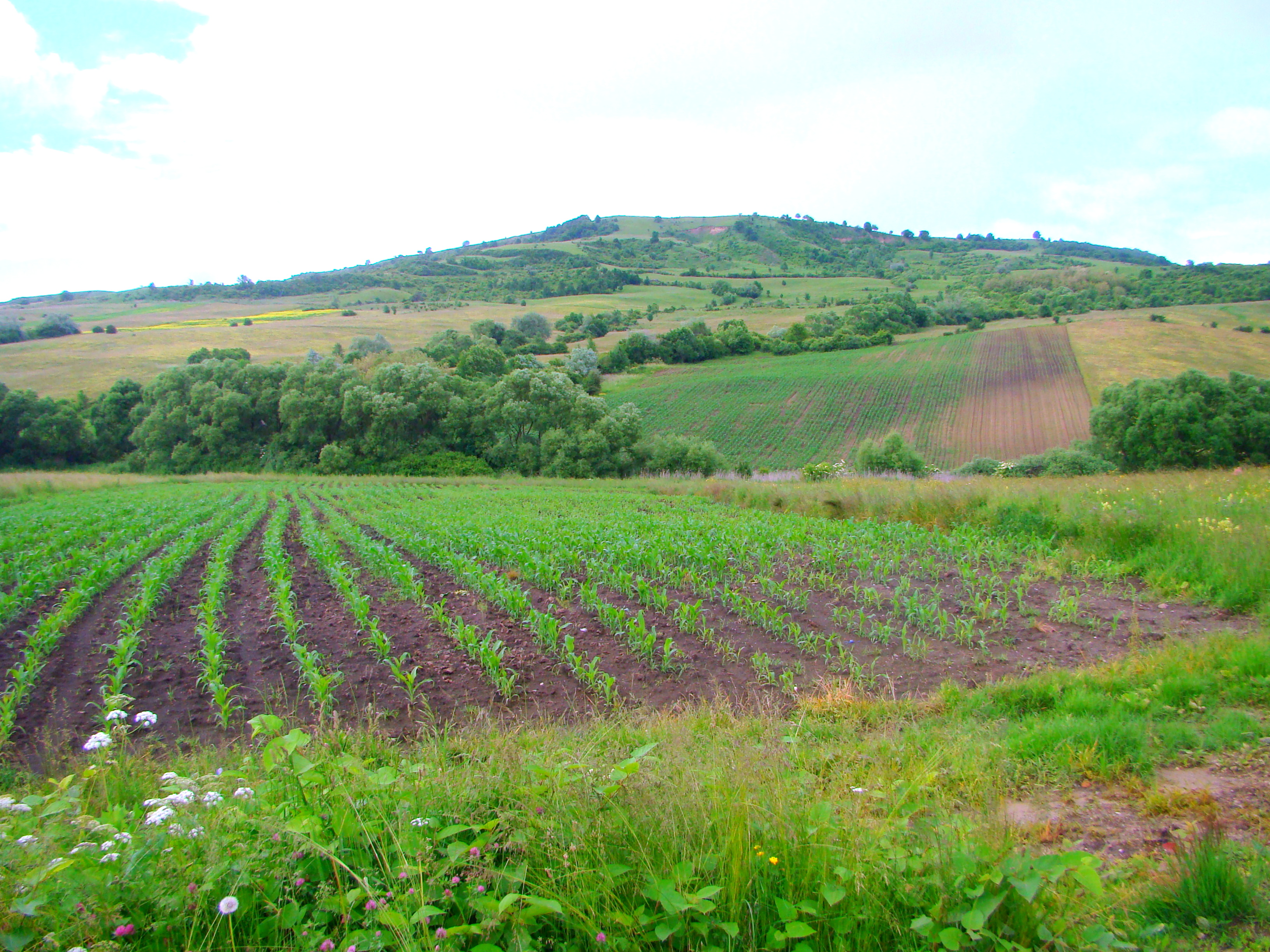
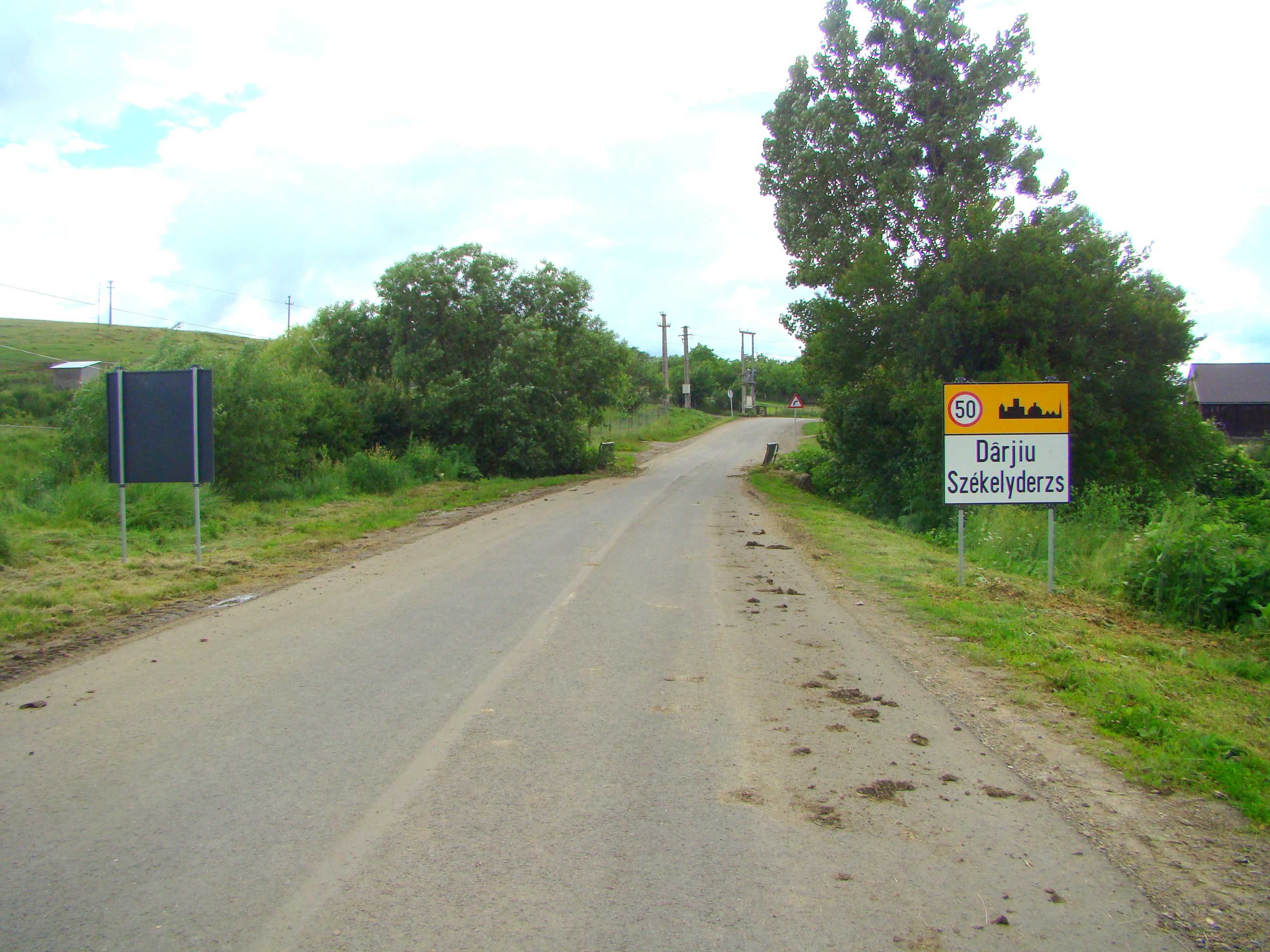
Intrarea în localitate
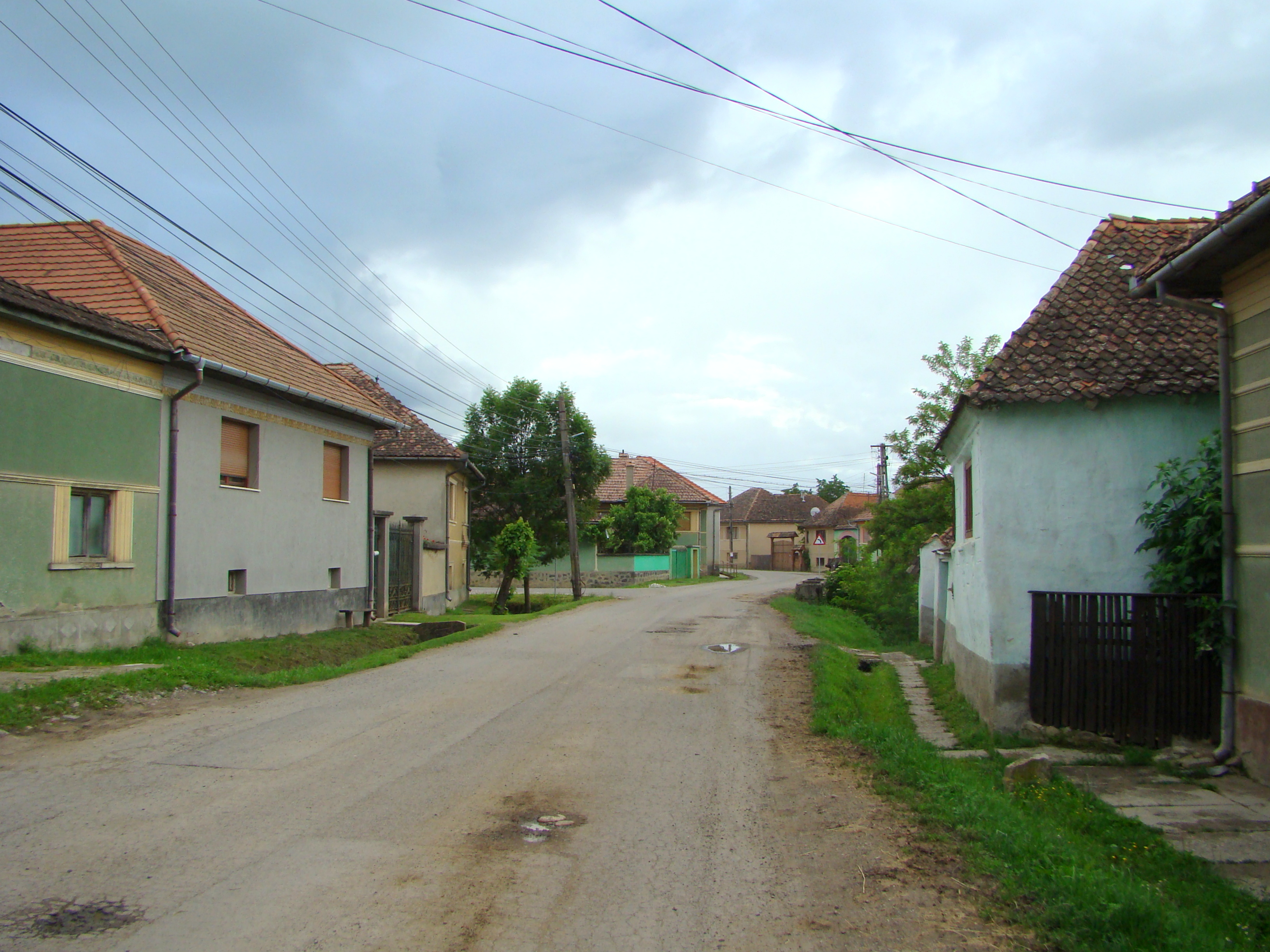
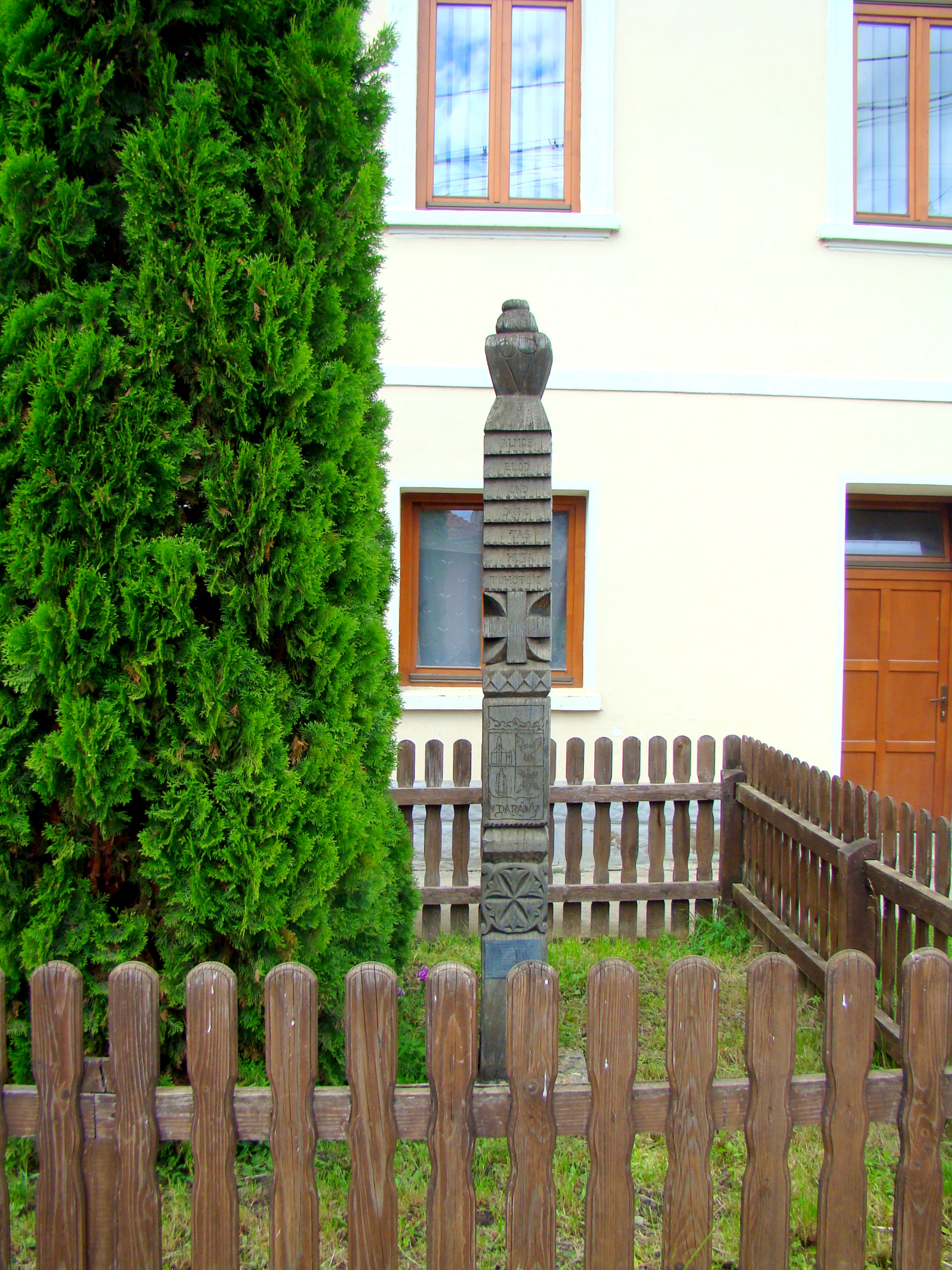
Kopjafa
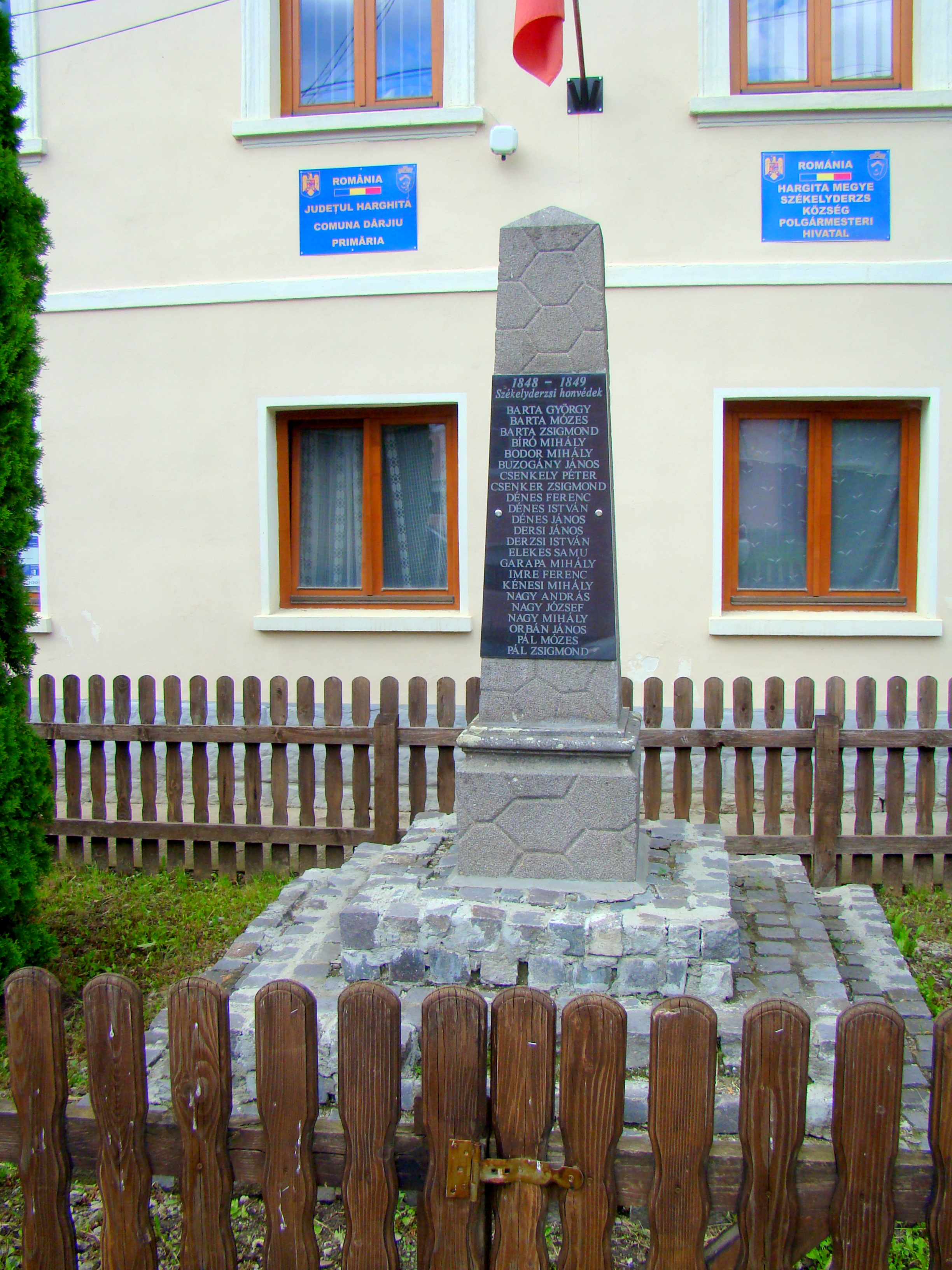
Monumentul eroilor
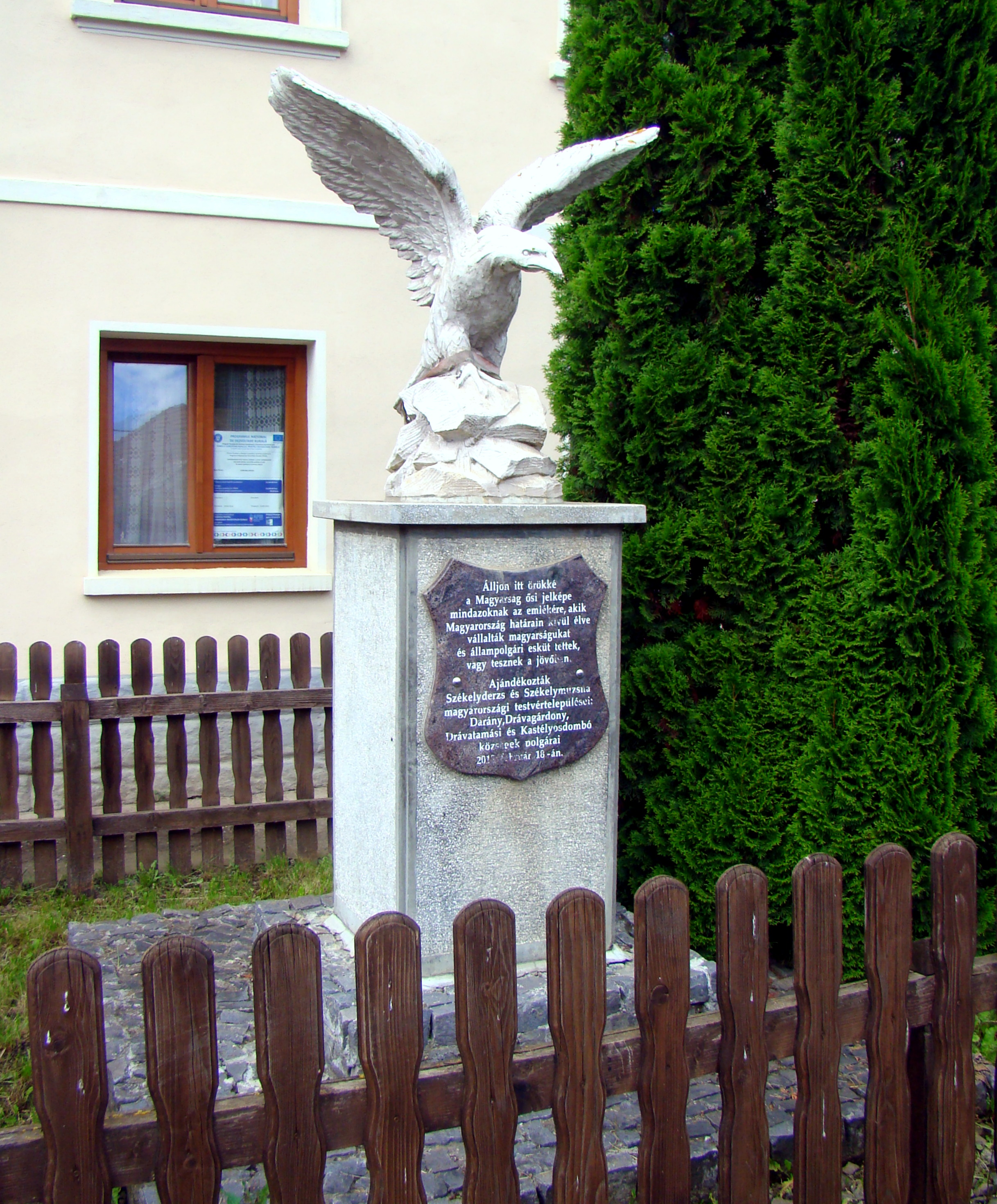
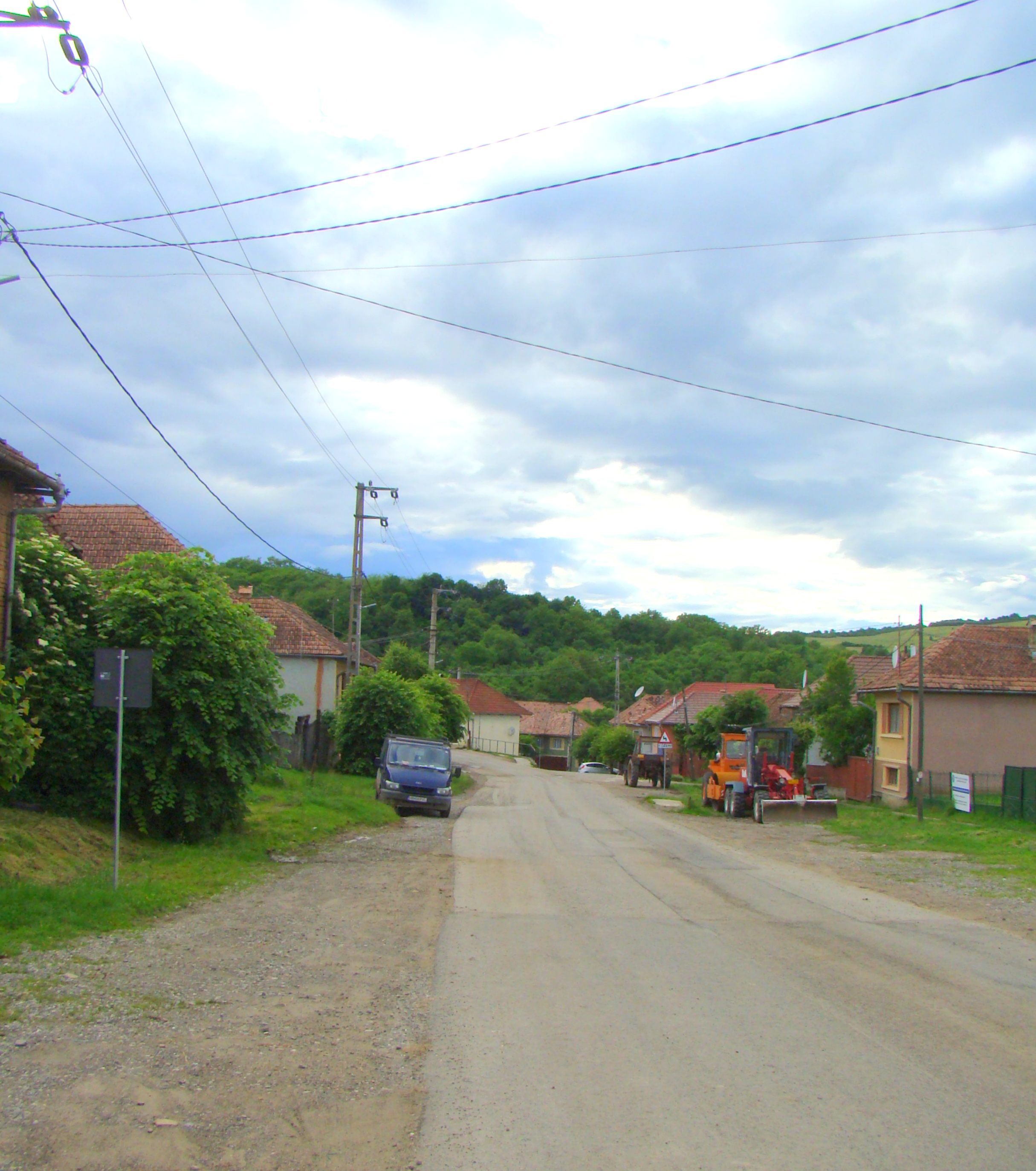
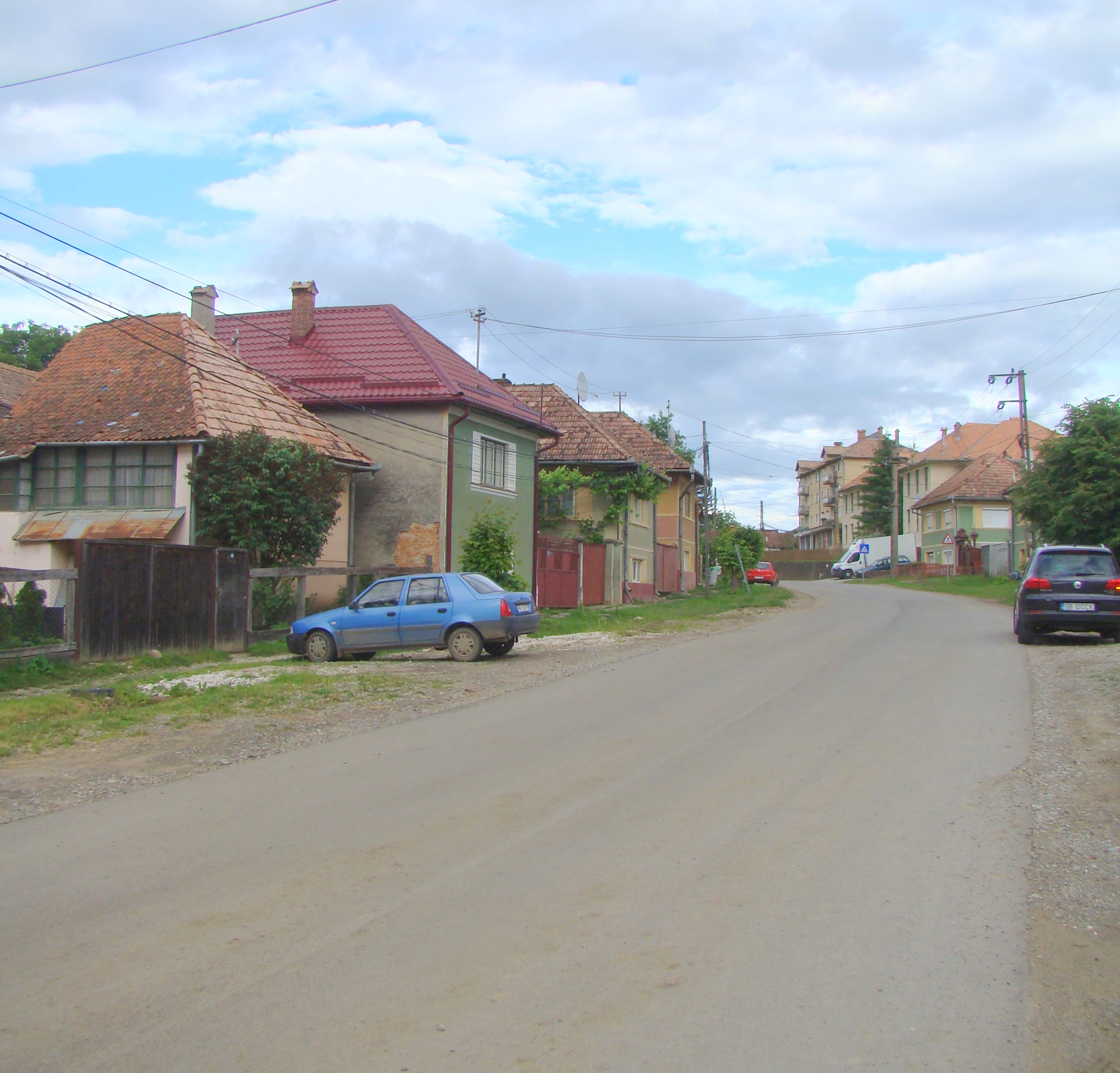
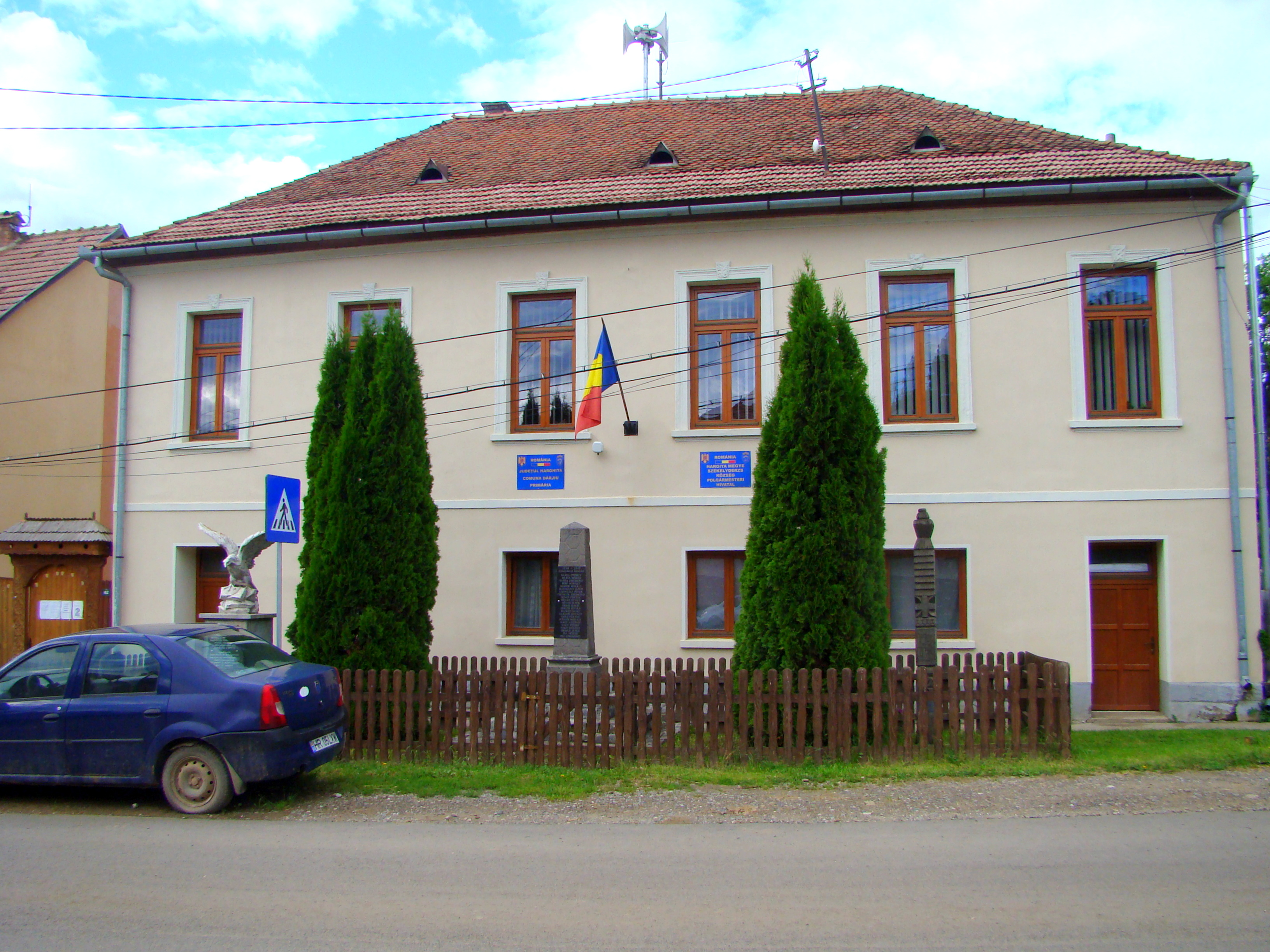
Primăria comunei
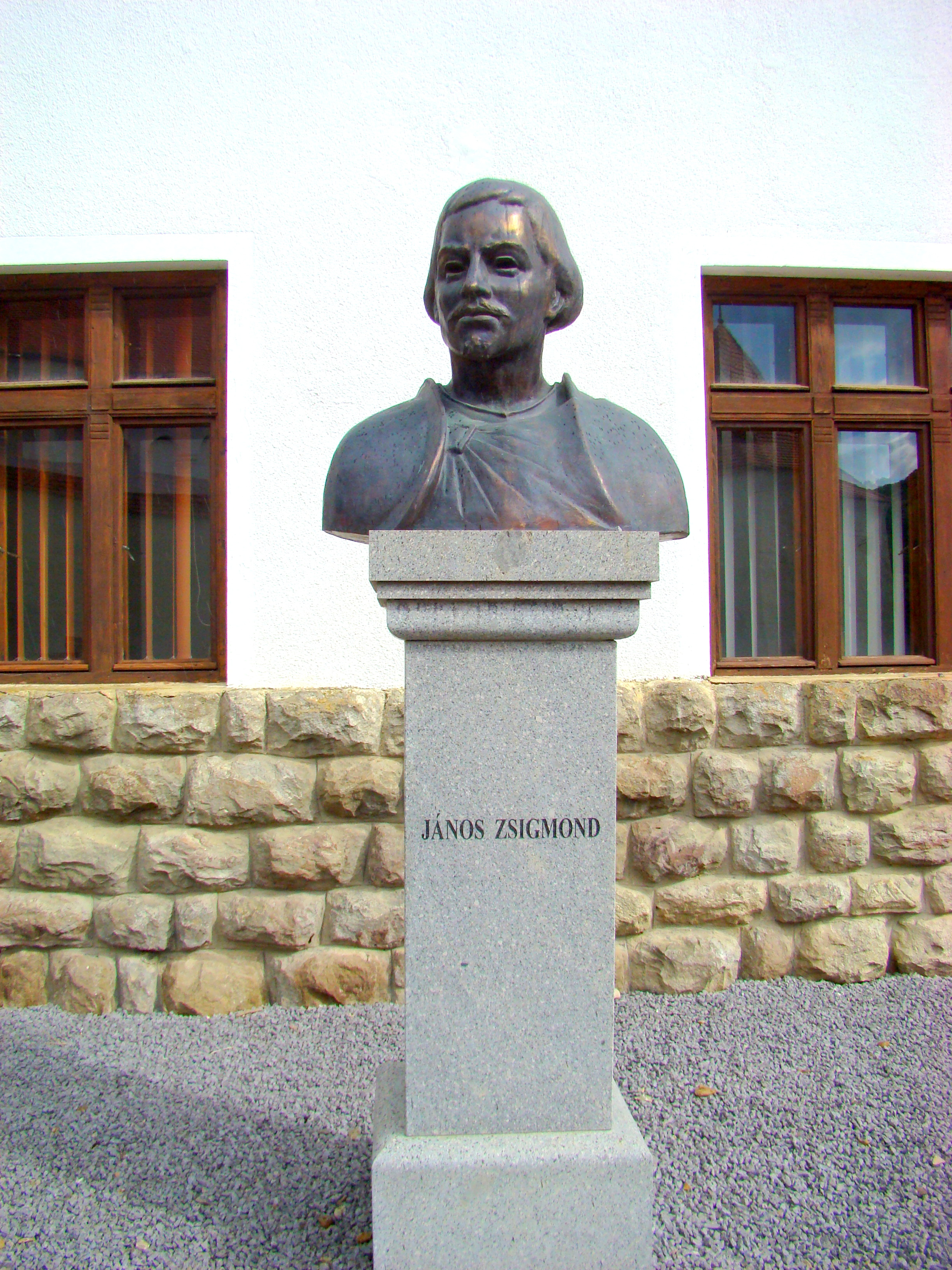
Bustul principelui Ioan Sigismund
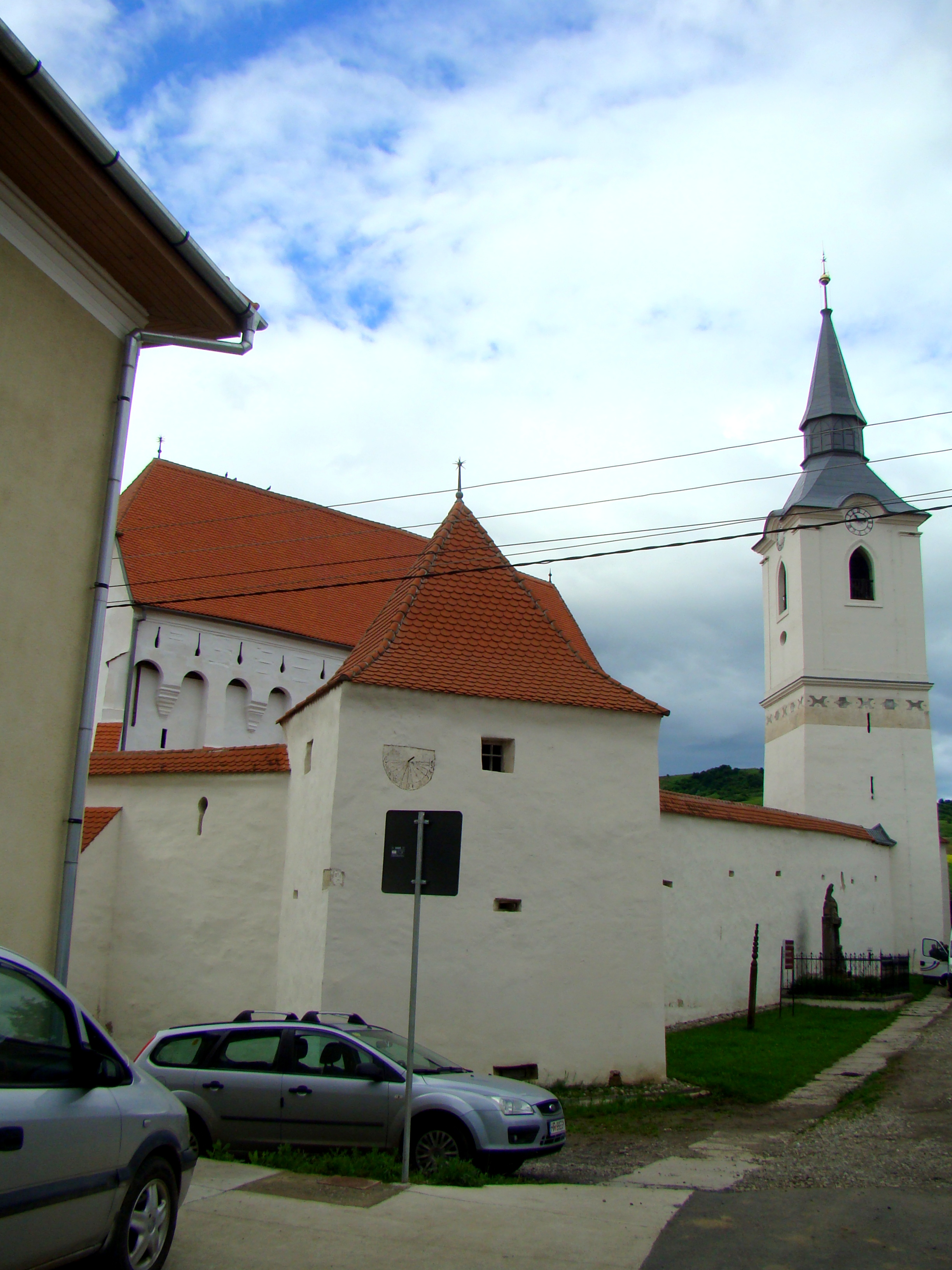
Biserica fortificată din Dârjiu (monument istoric)
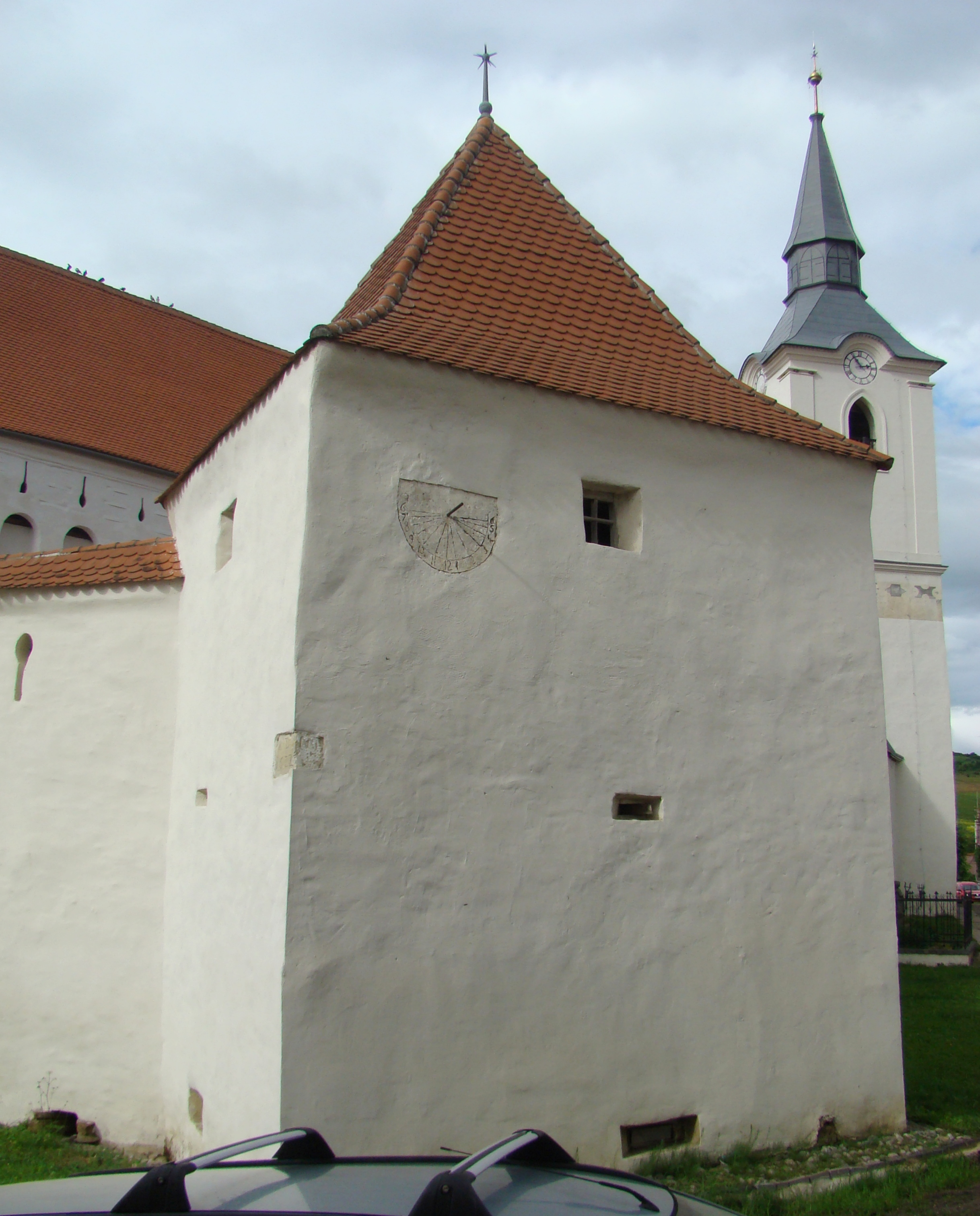
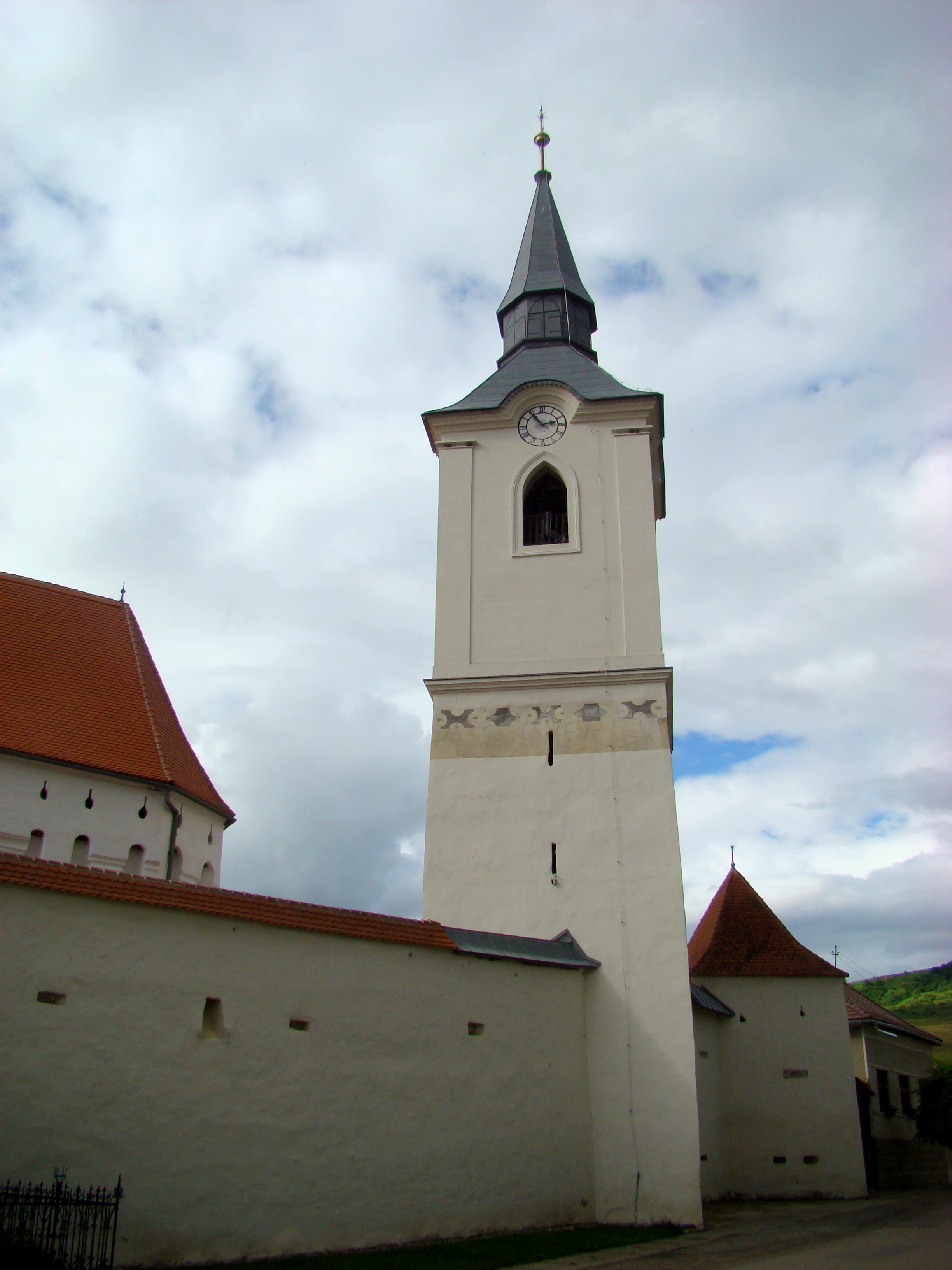
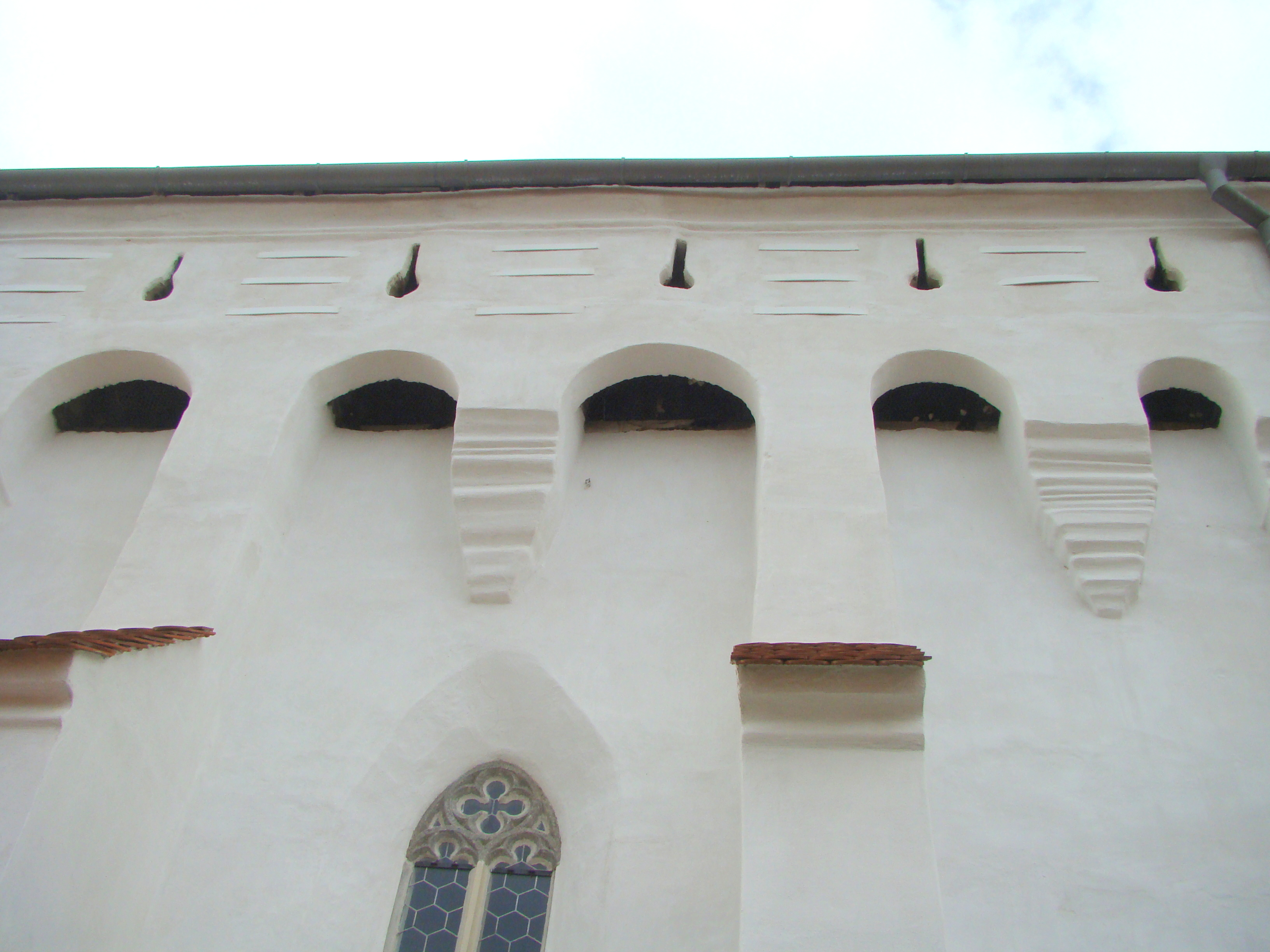
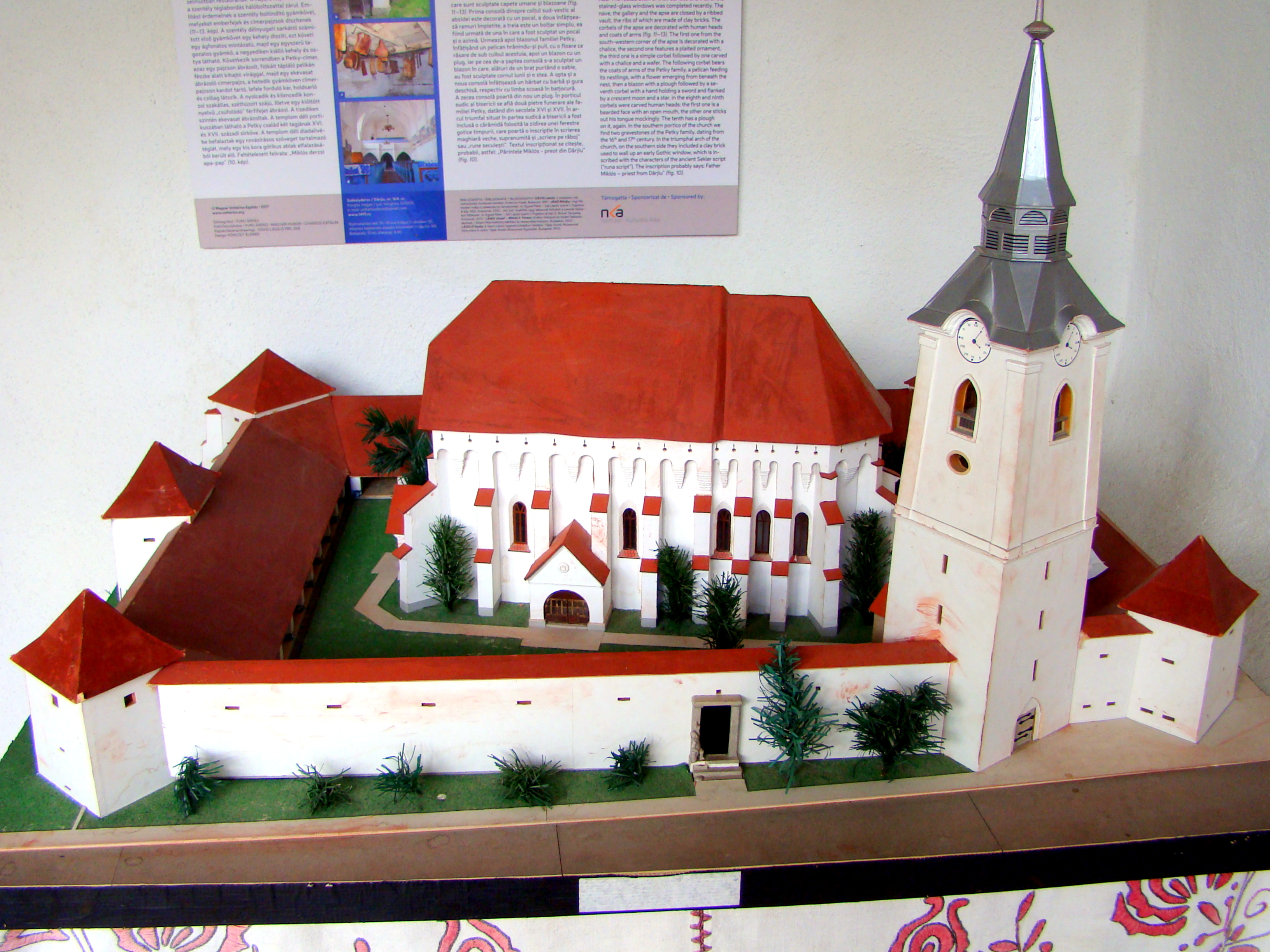
Macheta bisericii
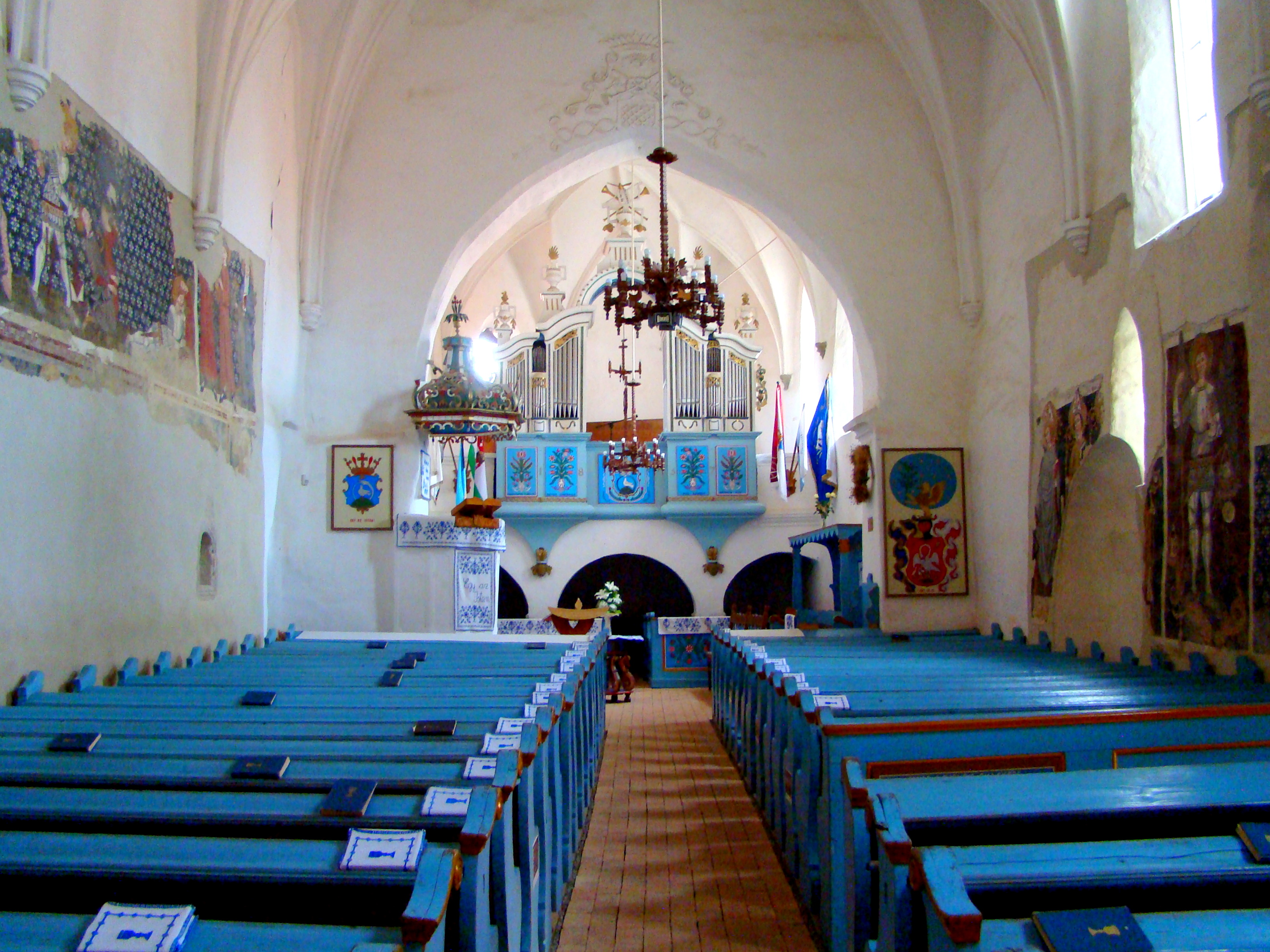
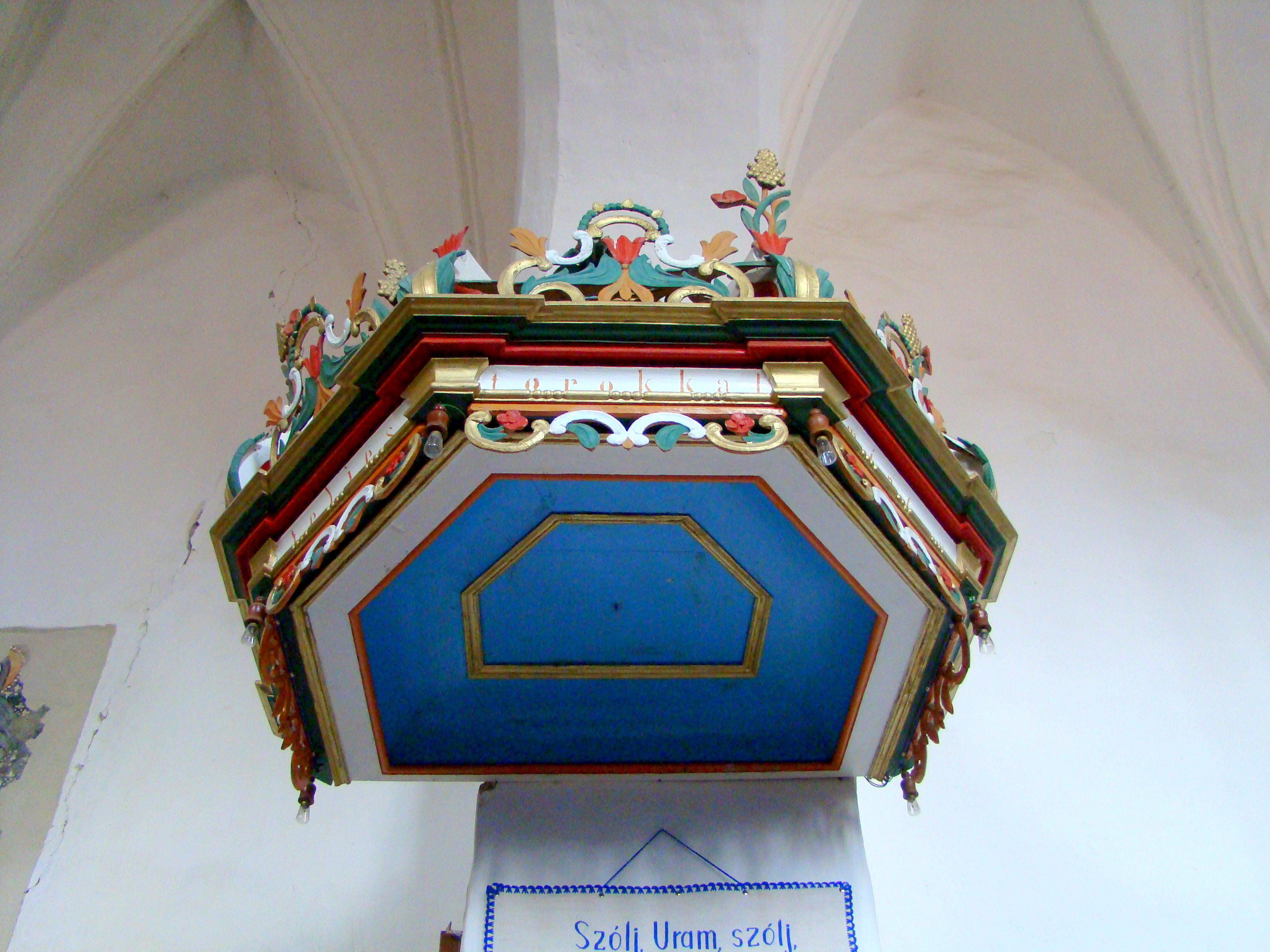
Coronamentul amvonului
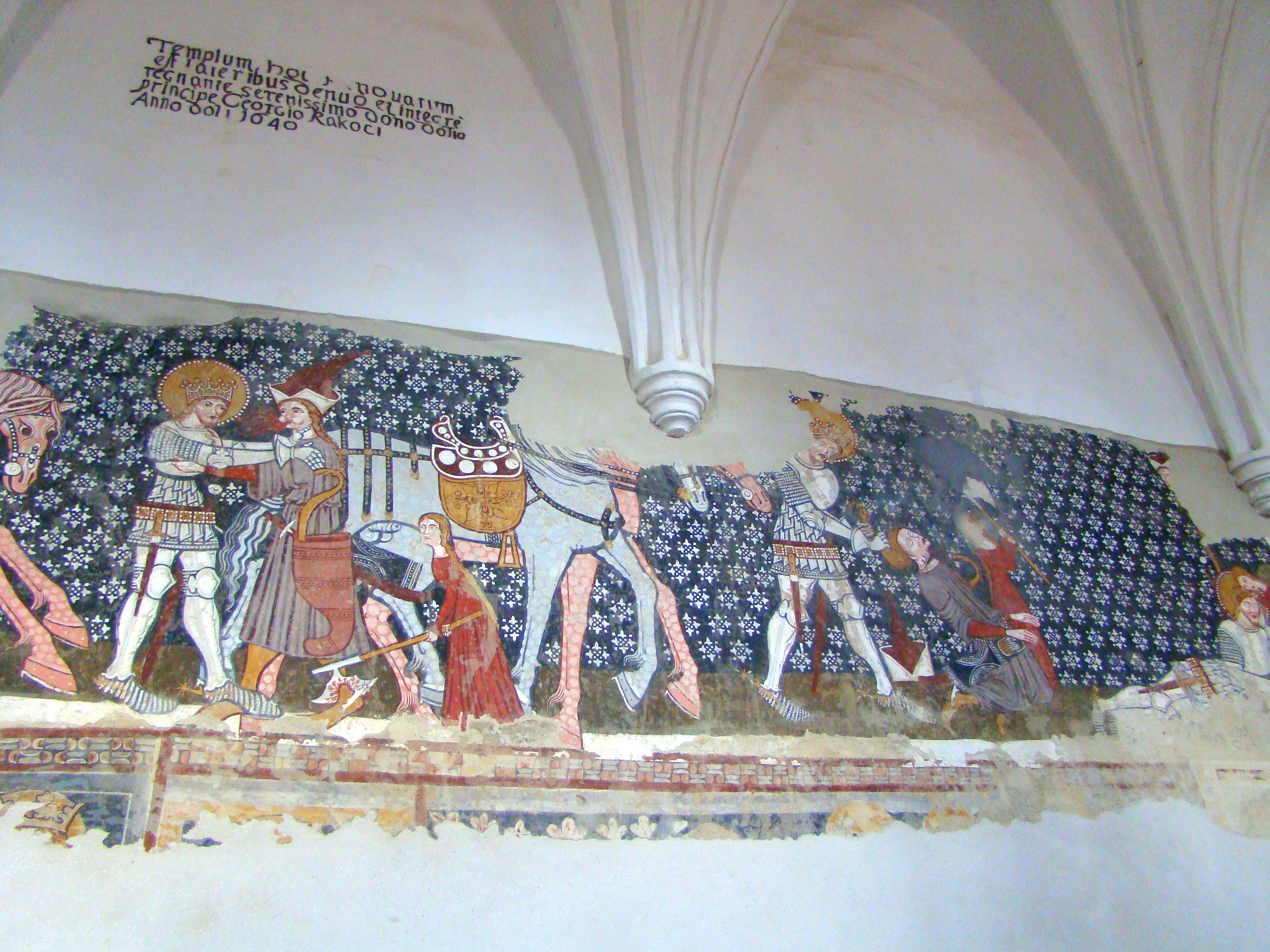
Frescă medievală
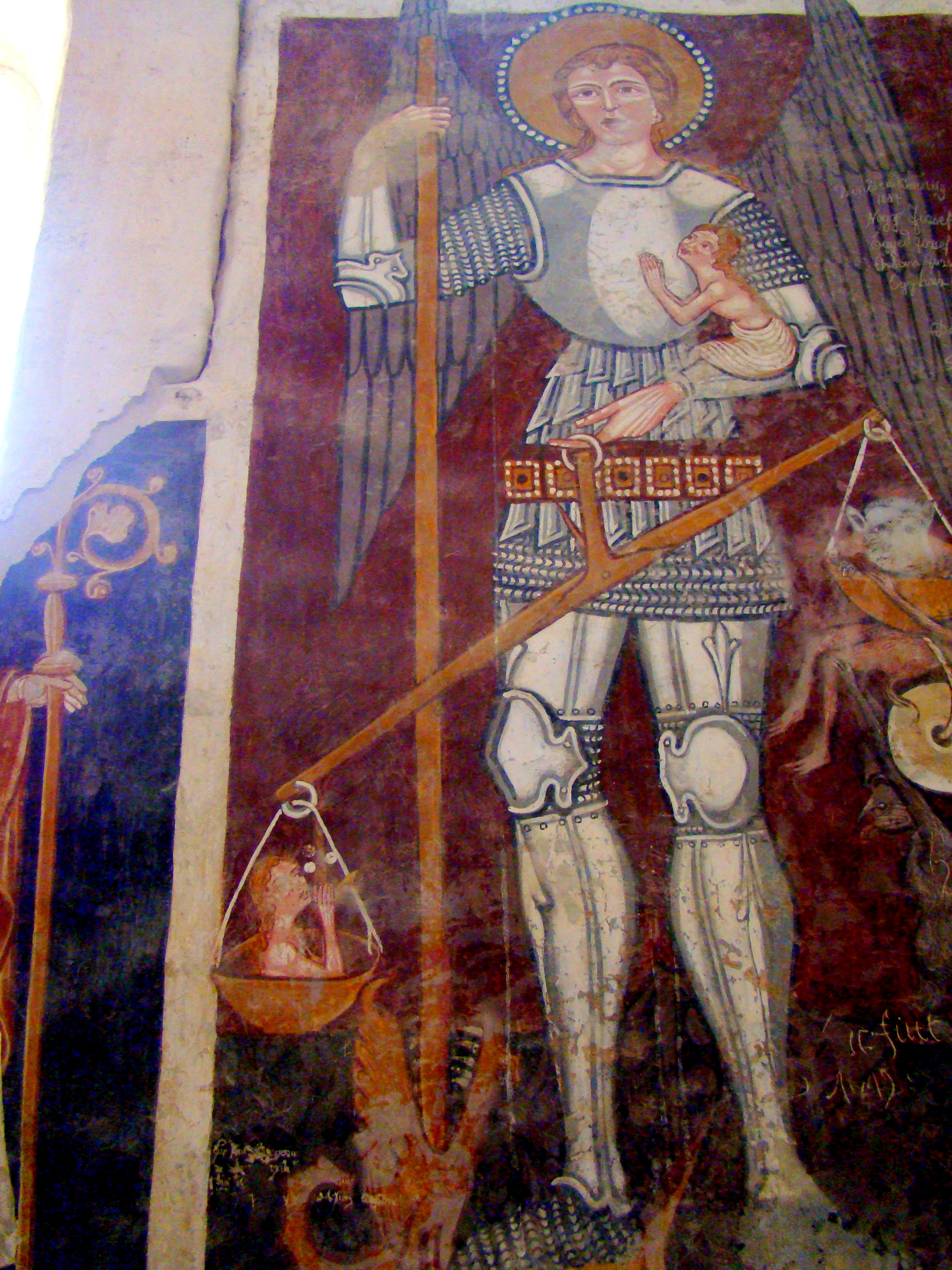